# محاولة انقلاب 2021 في السودان
محاولة انقلاب 2021 في السودان هي محاولة انقلابية وقعت في 21 سبتمبر 2021 ضد المجلس التشريعي الانتقالي في السودان، وأعلن الجيش السوداني عن إحباطها.
وبحسب تقارير إعلامية، اعتُقل ما لا يقل عن 40 ضابطًا فجر الثلاثاء 21 سبتمبر 2021. وقال متحدث حكومي إن من بينهم فلول النظام السابق، في إشارة إلى مسؤولين سابقين في حكومة الرئيس عمر البشير، بالإضافة إلى ضباط من المدرعات ومنطقتي وادي سيدنا وأم درمان العسكريتين.